# Giovanni Reali (Politiker, 1852)
Giovanni Reali (* 22. Juli 1852 in Cadro; † 8. Oktober 1923 in Lugano, heimatberechtigt in Cadro) war ein Schweizer Arzt, Politiker, Tessiner Grossrat und Ständerat.

## Leben

### Familie
Giovanni Reali war der Sohn des Rechtsanwalts Giuseppe Reali und dessen Ehefrau Margherita (geb. Polar).
Er war ein Enkel des Politikers Giovanni Reali, dessen Bruder war der Politiker Giuseppe Reali; seine Onkel waren die Politiker Ignazio Polar und Bernardino Lurati.
Giovanni Reali war mit Margherita (geb. Ravanelli) verheiratet.

### Werdegang
Nach dem Besuch des Internats in Einsiedeln und des Internats in Colmar immatrikulierte er sich zu einem Medizinstudium an der Universität Zürich und promovierte 1874 mit seiner Dissertation Über die Behandlung der angeborenen Schädel- und Rückgratsbrüche und ihren Ausgang zum Dr. med.
Nach Beendigung des Studiums war er zunächst als Assistent im Kinderhospital Hottingen, beim Chefarzt Oskar Wyss (1840–1918), in Zürich tätig, bevor er ab 1875 in Lugano praktizierte.
Er übersetzte 1884 mit seiner Schrift La difesa contra il colera die Veröffentlichung Zum Schutze gegen die Cholera von Jakob Laurenz Sonderegger.
1885 vertrat er die Schweiz bei der Internationalen Sanitätskonferenz (Anti-Cholera-Kongress) in Rom, an der unter anderem auch Robert Koch teilnahm.
Im Militärdienst wurde er 1896 zum Oberstleutnant und 1915 zum Oberst befördert.
1909 wurde er Verwaltungsrat der neu gegründeten Bahngesellschaft Societä per la ferrovia elettrica Lugano-Caare Dino (siehe Lugano-Cadro-Dino-Bahn) mit Sitz in Lugano.
Er wurde 1913 Beisitzer im Vorstand der neu gegründeten Genossenschaft Balneologie und Klimatologie 1914, die sich an der Schweizerischen Landesausstellung 1914 in Bern mit einem eigenen Pavillon beteiligte.

### Politisches Wirken
Als Politiker der Konservativen Partei war Giovanni Reali lange Zeit im Gemeinderat von Lugano, Abgeordneter im Tessiner Grossrat von 1889 bis 1893 (Präsident 1891) und vom 5. März 1877 bis zum 1. Mai 1889 im Ständerat.
Er stimmte 1887 für die Einführung des Alkoholgesetzes.
Während der radikalen Revolution vom 11. September 1890 (siehe Tessiner Putsch) wurde er, zusammen mit dem Regierungspräsidenten Gioachimo Respini, der sich bei ihm zu Hause aufhielt, inhaftiert; er beteiligte sich aktiv an dem darauf folgenden Prozess in Zürich. Nach dem Prozess übersandte er an den Verteidiger und Nationalrat Erwin Kurz eine Broschüre, in der dieser sich in ehrverletzender Weise angegriffen fühlte und Giovanni Reali verklagte; das Bezirksgericht Aarau verurteilte ihn zu 320 Franken Busse oder 80 Tagen Gefängnis und liess ihn steckbrieflich suchen.
Gemeinsam mit Giovanni Lurati und Antonio Riva legte er 1901 anlässlich der Staatsratswahlen beim Bundesrat wegen Wahlbeeinflussung einen Protest ein.

## Mitgliedschaften
Giovanni Reali war Mitbegründer und Präsident der Società medica della Svizzera italiana.
Er war anfangs Präsident und später Ehrenpräsident des Offiziersclubs von Lugano.

## Schriften
- Über die Behandlung der angeborenen Schädel- und Rückgratsbrüche und ihren Ausgang. Zürich, 1874 (Digitalisat).
- Zur Abwehr! Ein offenes Wort. Basel, 1891 (Digitalisat).